# Porak
Porak (en azerí: Axarbaxar) es un estratovolcán situado en la cordillera volcánica Vardenis a unos 20 kilómetros (12 millas) al SE del lago Sevan, en la frontera entre Armenia y Azerbaiyán. El campo volcánico se extiende a ambos lados de la frontera, y los flujos de lava se extienden en ambos países. Los flancos del volcán están salpicados de 10 conos satélite y de fisuras que funcionan como respiraderos.